# The Band (1978)
The Band ist ein Film des Regisseurs Martin Scorsese aus dem Jahr 1978. Er dokumentiert The Last Waltz, das Abschiedskonzert der kanadisch-amerikanischen Rockband The Band am 25. November 1976 im Winterland Ballroom in San Francisco.

## Handlung
Aufgebaut um das Abschiedskonzert von The Band am 25. November 1976, dem Thanksgiving Day, wird einerseits durch Gespräche mit den Bandmitgliedern die Bandgeschichte erzählt, andererseits die Geschichte einer Zeit- und Musikepoche.

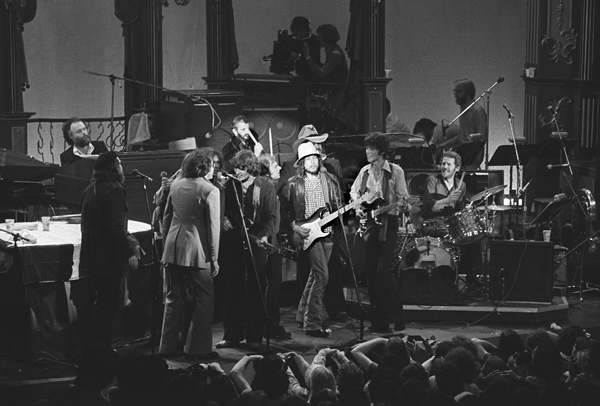
The Band mit Bob Dylan, Ringo Starr, Ronnie Hawkins, Dr. John, Neil Young, Joni Mitchell, Van Morrison und Neil Diamond während des The-Last-Waltz-Konzerts am 25. November 1976 im Winterland

## Kritiken

### Kritiker
Der Film erhielt sehr gute Kritiken. Michael Wilmington nannte ihn in der Chicago Tribune „den besten Rockkonzertfilm, der jemals gedreht wurde und den wahrscheinlich besten Rock-Film, Punkt!“ Total Film bezeichnete ihn sogar als „den besten Konzertfilm aller Zeiten“. Auf Rotten Tomatoes hat der Film eine positive Rate von 98 % (von 56 Kritiken).

### Kritik von Levon Helm
1993 schrieb Levon Helm in seiner Autobiographie This Wheel’s on Fire, Scorsese hätte sich nur auf Robbie Robertson fokussiert und den Rest der Band als dessen „Hilfsarbeiter“ dargestellt. Helm nannte den Film „the biggest fuckin’ rip-off that ever happened to the Band“ (die größte verschissene Abzocke, die der Band je widerfahren sei). Er kritisierte außerdem, dass niemand aus der Band dafür Geld erhalten habe.

## Preise
Der Film wurde in der Kategorie Bester Dokumentarfilm 1979 mit dem Kansas City Film Critics Circle Award ausgezeichnet; 2003 wurde die DVD für den Audiokommentar mit dem DVD Exclusive Award ausgezeichnet und unter anderem für die Ausstattung nominiert. 2019 wurde der Film in das National Film Registry aufgenommen.